# Шваде NR.2
Шваде NR.2 је једноседи немачки ловачки авион. Авион је први пут полетео 1916. године. 

Размах крила је био 7,90 метара а дужина 6,30 метара. Био је наоружан са једним митраљезом Бергман ЛМГ 15 калибра 7,92 mm (енгл. Bergmann LMG 15).

## Наоружање
| Наоружање авиона: Шваде        |      |
| Ватрено (стрељачко) наоружање  |      |
| Топ                            |      |
| Митраљез                       |      |
| Број и ознака митраљеза        | 1    |
| Калибар                        | 7,92 |
| Бомбардерско наоружање (бомбе) |      |
| Ракетно наоружање (ракете)     |      |